# Luis de Velasco y Castilla

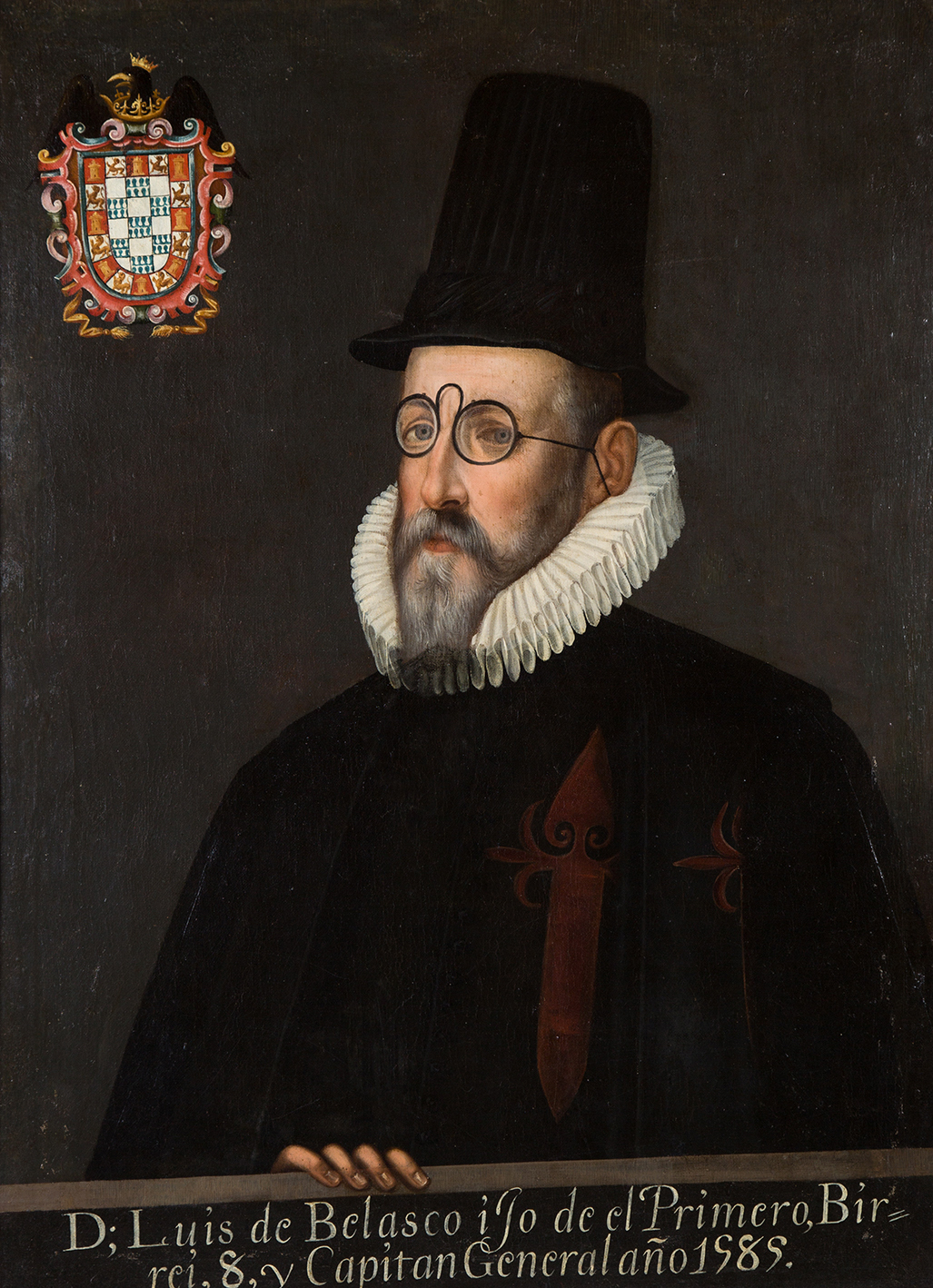
Luis de Velasco y Castilla de Jongere

Luis de Velasco y Castilla, markies van Salinas, om verwarring met zijn vader te voorkomen ook met de toevoeging de Jongere bekend (Carrión de los Condes, 1534 - Sevilla, 7 september 1617), was een Spaanse conquistador, die als onderkoning van Nieuw-Spanje en Peru optrad.
Luis de Velasco de jongere werd in Spanje als zoon van de conquistador Luis de Velasco geboren. In 1590 werd hij tot onderkoning van Nieuw-Spanje aangesteld. Hij sloot vrede met de indianen; gedurende zijn ambt werden de nederzettingen in Jalisco, Guanajuato, Zacatecas en San Luis Potosí gesticht.
Als onderkoning van Peru (vanaf 1599) moest hij ook de oorlog met de opstandige Mapuche voortzetten. In 1607 werd hij opnieuw als onderkoning van Mexico aangesteld; in zijn tweede ambtsperiode vond de expeditie van Sebastián Vizcaíno plaats, die naar Japan ging.
Na zijn terugkeer naar Europa kreeg hij een zetel in de Raad voor de Indiën van de Spaanse kroon.